# Hüttentalstraße

Hüttentalstraße – niemiecka droga krajowa  przebiegająca z północy na południe pomiędzy Kreuztalem a Siegen, skupiająca bieg dróg B54, B54n, B62 oraz B62n na rozbudowanej do parametrów autostrady obwodnicy miejskiej.